# Tomoplagia pallens
Tomoplagia pallens är en tvåvingeart som beskrevs av Abreu, Prado, Norrbom och Solfrerini 2005. Tomoplagia pallens ingår i släktet Tomoplagia och familjen borrflugor. Inga underarter finns listade i Catalogue of Life.